# Йозеф Віцкі
Йо́зеф Ві́цкі (нім. Josef Wicki; 30 червня 1904 — 17 лютого 1993) — швейцарський священник-єзуїт, історик. Доктор наук, спеціаліст з історії Товариства Ісуса в ранньомодерній Азії. Народився в Цюріху, Швейцарія. Вступив до ордену в Фельдкірсі, Австрія (1922). Прийняв таїнство священства в Інсбруці (1933). Завершивши вивчення теології, викладав історію в Інсбруцькому університеті. Працював у Інституті історії Товариства Ісуса в Римі (з 1935). Присвятив своє життя висвітленню ранніх єзуїтських місій в Індії, Китаї, Японії. Опублікував багато архівних документів. Завершив докторантуру Григоріанського університету (1942); захистив дисертацію присвячену діяльності Алессандро Валіньяно, яку опублікував за два роки. Співпрацював із Георгом Шурхаммером у справі видання збірки листів Франциска Ксав'єра. Опублікував цінну 18-тому колекцію джерел Documenta Indica (1948—1988). Працював професором церковної історії в Григоріанському університеті. Виступав на багатьох наукових конференціях, переважно в Індії та Шрі-Ланці. Член Португальської академії історії. Помер у Фельдкірсі. Також — Йозеф Вікі.

## Праці

### Монографії. Збірники
- Epistolae S. Franciscii Xaverii: in 2 v. ed by Wicki, J. 1944-1945.
- Die Mitbrüder Franz Xavers in Indien: Methode ihrer Heidenbekehrung und Unterweisung der Christen (1545-1552). Beckenried 1947.
- Documenta Indica: in 18 vol. ed by Wicki, J. Institutum Historicum, 1948-1988.
- Auszüge aus den Briefen der Jesuitengeneräle an die Obern in Indien 1549–1613. Institutum Historicum, 1953.
- Das Jubiläum von 1550 in der überseeischen Jesuitenmissionen (Indien, Brasilien, Afrika). Institutum Historicum, 1956.
- Liste der Jesuiten-Indienfahrer: 1541–1758. Münster Aschendorff, 1967.
- Die Anfänge der Missionsprokur der Jesuiten in Lissabon bis 1580. Archivum Historicum Societatis Jesu, 1971.
- Wicki, J. Missionskirche im Orient : ausgewählte Beiträge über Portugiesisch-Asien. 1976.
- Wicki, J. Das Schulwesen der Jesuiten in Portugiesisch-Indien 1599 bis 1759. 1986

### Статті
- Wicki, J. Die Berichte über die Todeskrankheit und das Sterben des P. Luís Gonçalves de Câmara († 15 Marz 1575) // Archivum Historicum Societatis Iesu. № 72, a. XXXVI. 1967. p. 252-266.  [Архівовано 25 травня 2019 у Wayback Machine.]